# Reiderland
Reiderland fue un antiguo municipio de la provincia de Groninga en los Países Bajos. El municipio fue fundado en 1990, al fusionarse los municipios de Beerta, donde se localizó su capital, Finsterwolde y Bad Nieuweschans. Ocupaba una superficie de 156,72 km², de los que 58,16 km² correspondían a la superficie ocupada por el agua. En noviembre de 2009 contaba con una población de 6.976 habitantes. 
En enero de 2010 se fusionó con Winschoten y Scheemda para constituir el nuevo municipio de Oldambt. 